# Nan Rae
Agnes W. Nancy „Nan“ Rae (* 14. Januar 1944 in Motherwell) ist eine ehemalige britische Schwimmerin.

## Karriere
Rae gewann ihre erste Medaille bei den Schwimmeuropameisterschaften 1958. In Budapest errang sie über 400 m Freistil Bronze. Im selben Jahr nahm sie an den British Empire and Commonwealth Games teil. Zwei Jahre später gehörte sie zur britischen Mannschaft bei den Olympischen Spielen in Rom. Im Wettbewerb über 400 m Freistil erreichte die Britin den sechsten Rang. 1961 gewann sie den Titel der ASA über 220 yds und 440 yds Freistil.